# Parc provincial de la Plage Saint-Ambroise
Le parc provincial de la Plage Saint-Ambroise (en anglais : St. Ambroise Beach Provincial Park) est un parc provincial de 46 ha localisé sur la rive du lac Manitoba dans la municipalité rurale de Portage la Prairie (en) . Établi en 1961, le parc se trouve dans l'écorégion de la plaine du lac Manitoba et est entouré de marais, qui constituent un habitat pour la sauvagine. Le parc est ouvert au public pour les activités récréatives et l'observation des oiseaux .Les pluviers siffleurs nichent sur la plage et les parulines, les oies et les pélicans traversent le parc pendant la saison de migration. Une promenade avec une tour d'observation s'étend dans le marais. La plage St. Ambroise est une étape du sentier international d'observation des oiseaux des pins aux prairies, qui va du Minnesota au Manitoba.
À la suite de l'inondations extrêmes au printemps 2011 (en), le terrain de camping a été fermé. Cependant, en juillet 2013, les aires de fréquentation diurne du parc provincial de la plage Saint-Ambroise ont pu être rouvertes. Le parc est depuis 2021 opéré par un concessionnaire et le camping a rouvert en 2021 avec un restaurant complet et un bar.